# 早瀬あや
早瀬 あや（はやせ あや、1993年10月3日 - ）は、日本の女性モデル、元グラビアアイドル、元レースクイーン。
山形県飽海郡遊佐町出身。山形県立遊佐高等学校卒業。

## 略歴
2014年11月からイー・スマイルに所属し、「早瀬あや」を名乗る。
2015年、SUPER GT「ZENT sweeties」の一員としてレースクイーンデビューを果たし、同年の日本レースクイーン大賞新人グランプリ・最優秀新人賞、レースクイーン・オブ・ザ・イヤー 14-15を受賞。特にレースクイーン・オブ・ザ・イヤーにおいては、史上初の平成生まれからの受賞者となった。同年12月18日には2016年度のK-1ガールズのメンバーに選出され、2013年のレースクイーン・オブ・ザ・イヤー受賞者であった青山めぐの後任として、「K-1 WORLD GP」のラウンドガールを務めた。
2016年2月22日、地元である遊佐町から「鳥海2236 ゆざ親善大使」、酒田市から「酒田ふるさと観光大使」に選ばれる。同年、2年連続でSUPER GT「ZENT sweeties」メンバーを務める。一方、同年6月にはレッドブル・エアレース・ワールドシリーズの2016年千葉大会にてレースクイーンのイメージガールを務め、8月2日には初の写真集『PERFECT』を光文社からリリースした。10月2日には東京オートサロンのイメージガール「A-class」の2017年度メンバーに選ばれたことを発表し、レースクイーン・オブ・ザ・イヤー受賞者としては大矢真夕（2008年・2009年）、相川友希（2009年）に続く3人目のオートサロンイメージガールとなる。
2017年1月13日、「日本レースクイーン大賞2016」でテレビ東京賞を受賞したが、同年6月には芸能活動から一時引退しており、活動休止中はネイリストの資格を取るために学校へ通学していた。
2019年6月、自身のツイッターにて、ゼロイチファミリアへの所属や芸能活動の再開を発表した（のちにブログでも発表）。なお、ネイルサロンでの勤務も続ける。山形県酒田ふるさと観光大使。山形県遊佐町・鳥海2236ゆざ親善大使就任。
2020年9月30日、所属していたゼロイチファミリアを退所し、フリーランスで活動する。
2025年3月5日、ラスト写真集『LAST SHOT』の発売をもって10年間にわたるグラビア活動を卒業することを自身のX（旧Twitter）にて報告した

## 人物
- 弟が2人いる[19]。
- 趣味はアニメ・ゲーム鑑賞。休みの日はYouTubeを見ている。
- 中学時代はテニス部[20]、高校時代は美術部に入っていた。

## 作品

### DVD
- あやとり（2015年8月21日発売、イーネット・フロンティア）[3]
- VenusFilm Vol.4（2019年11月22日発売、イーネット・フロンティア）
- Beauty（2020年9月25日発売、イーネット・フロンティア）

### 写真集
- PERFECT（2016年7月29日、光文社、編集：フラッシュ編集部）ISBN 978-4334902124[12]

## 出演

### テレビ番組
- 浜ちゃんが!「2015年新人レースクイーン ベスト3」（2015年9月10日放送、読売テレビ）

### イベント
- 仙台コレクション2014（2014年9月23日）
- 東京オートサロン「TWSブース」（2015年1月） - 同事務所の小越しほみ、瀬野ユリエも出演
- 東京渋谷コレクション「SUMMER Collection」（2015年8月1日）[21]
- 東京ゲームショウ「Xperiaブース」（2015年9月） - 2013年度のZENT sweetiesメンバーだった水谷望愛とも共演[22]
- 東京ゲームショウ「Xperiaブース」（2016年9月） - 2010年の日本レースクイーン大賞 美波千夏とも共演[23]
- 東京ゲームショウ「Xperiaブース」（2017年9月）[注 1]
- CP+「キヤノンブース」（2019年）

### CM
- 庄内タイヤ
  - 早瀬あやさん受賞式を買取編（2020年10月）
  - 花魁販売編（2020年10月）
  - 早瀬あや販売ダンス編（2023年10月）

### パチスロ
- ラブ嬢2（2019年、オリンピア） - CLUB LUXEのキャバ嬢・あや 役[24][25]